# Croton oerstedianus
Espèce
Croton oerstedianus est une espèce de plantes à fleurs du genre Croton et de la famille des Euphorbiaceae, présente du sud du Mexique jusqu'en Amérique centrale.
Il a pour synonymes :
- Croton lundellii, Standl., 1935
- Croton petenensis, Lundell, 1940
- Oxydectes oerstediana, (Müll.Arg.) Kuntze